# Ту-135
Ту-135 — проект сверхзвукового бомбардировщика, разработанный в ОКБ Туполева в конце 1950-х — начале 1960-х годов.

## История
В 1958 году в ОКБ Туполева начались инициативные работы по стратегической ударной системе. Аналогичный проект под названием М-56 разрабатывался в ОКБ Мясищева. Работы в ОКБ Туполева велись под руководством С. М. Егера. До осени 1960 года велись поисковые исследования. Предварительные проекты в основном повторяли варианты проектов американского самолёта North American XB-70 Valkyrie.

### Проектирование
3 октября 1960 года ОКБ Мясищева было передано в качестве филиала в ОКБ Челомея и освобождено от работ по проекту М-56. ОКБ Туполева должно было за три месяца представить предложения по дальнему сверхзвуковому самолёту-носителю и дальнему сверхзвуковому самолёту-разведчику. Серийное производство будущего самолёта предполагалось наладить на заводе № 22 в Казани. Проект получил в КБ название «самолёт 135».
В течение пяти лет проходила работа по выбору основных параметров системы и самолёта-носителя, рассмотрены варианты различных аэродинамических схем под различные типы двигателей. В работе широко использовались переданные из ОКБ Мясищева материалы по проекту. Был изучен опыт создания американского проекта В-70. В 1962 году в ОКБ Туполева был переведён Л. Л. Селяков, один из руководителей проектов мясищевских М-50, М-52 и М-56. Предполагалось возложить на него разработку проекта «135».
Число двигателей в различных вариантах проекта колебалось от четырёх до шести. Среди прочих, рассматривалась также возможность создания самолёта с ядерной силовой установкой. Были исследованы 14 моделей самолёта (из которых шесть вариантов схем крыла проверялись в ЦАГИ), больше десятка вариантов расположения двигателей, пять вариантов профиля крыла и т. д. В результате разработчики остановились на схеме «Утка» с плавающим передним горизонтальным оперением, треугольным крылом с переменной стреловидностью по передней кромке, одним килем и двумя спаренными мотогондолами. Такая схема обеспечивала высокие аэродинамические характеристики на различных режимах. Предположения проектантов были подтверждены исследованиями ЦАГИ.
В системе вооружения самолёта предполагалось использовать крылатые ракеты и баллистические ракеты воздушного базирования. В комплексе навигационно-пилотажного и прицельного оборудования предполагалось использовать новейшие достижения советской радиоэлектроники.
Предполагалось достичь максимальной скорости 3000 км/ч (2,82 Мах) и крейсерской 2500—2650 км/ч (2,35-2,5 Мах). Это позволяло использовать дюралевые сплавы, прибегая к использованию теплостойких материалов только в наиболее нагруженных элементах. Становилось возможным использовать привычные авиационные материалы и технологии и вдвое сократить время на проектирование и производство.
Силовая установка, состоящая из двухконтурных турбовентиляторных двигателей НК-6, позволяла получить на 10-20 % бо́льшую дальность полёта на сверхзвуке и на 30-40 % на дозвуковых и смешанных режимах и возможность длительного полёта на малых высотах, по сравнению с другими вариантами двигателей. Кроме того, такие же двигатели и его основные агрегаты использовались в Ту-22 2НК-6 и ряде гражданских самолётов. Унификация двигателей сокращала издержки разработки и эксплуатации.
Вариант проекта, принятый к реализации имел площадь крыла 400—450 м² и взлётную массу 160—200 тонн. Предполагалось достичь практической дальности на крейсерском сверхзвуке (2650 км/ч) 8 тысяч км, максимальной дальности 10 тысяч км и с одной дозаправкой — 12 тысяч км. На скорости 920 км/ч максимальная дальность должна была составить 12-13 тысяч км, с одной дозаправкой 14-15 тысяч км, а при полёте на малых высотах — 6 тысяч км. В пассажирском варианте, который был назван «135П», практическая дальность сверхзвукового полёта должна была составить 6500 км, что обеспечивало возможность беспосадочного полёта из СССР в США. Для эксплуатации на аэродромах с грунтовым покрытием или слабым бетонным покрытием самолёт должен был быть оборудован многоколёсным или лыжно-колёсным шасси.

### Предполагаемый круг задач
Проект предполагал создание на базе одного самолёта многоцелевой системы для решения широкого круга оперативно-стратегических задач:
- Поиск и уничтожение авианосных соединений, транспортных судов и конвоев. Для этого самолёт вооружался 2-4 крылатыми или баллистическими ракетами с дальностью 500—600 км. Радиус действия должен был составить 5 тысяч км, а с дозаправкой — 6 тысяч.
- Поиск и уничтожение кораблей-носителей ракетного оружия и ракетных подводных крейсеров стратегического назначения на удалениях, превышающих дальность пуска их ракет. При этом самолёт должен был иметь время барражирования на удалении 2 тысячи км — 8 часов, на 3 тысячах км — 5,5 часа, на 4 тысячах — 2,7 часа. Самолёт должен был иметь поисково-ударную, противокорабельную и противолодочную системы на основе крылатых и баллистических ракет, противолодочных бомб и торпед.
- Нарушение или срыв военно-транспортных перевозок. Для этого «135-й» оборудовался радиолокационной станцией и вооружался 4-6 ракетами «воздух-воздух». Время барражирования в этом случае равнялось таковому для предыдущей задачи. Информация о вылете потенциальных целей приходила бы от спутниковой разведывательной системы.
- Ведение воздушной, радиолокационной, радиотехнической, фотографической и специальной разведки на сверхзвуке в радиусе 5 тысяч км, с дозаправкой — до 6500 км, на дозвуковой скорости — 6-6,5 тысяч и 7-7,5 тысяч км. С целью увеличения радиуса действия, эффективности и устойчивости к средствам противовоздушной обороны, под самолётом предполагалось подвешивать самолёт-доразведчик.
- Поражение малоразмерных стратегических целей, находящихся под прикрытием мощных систем противовоздушной и противоракетной обороны с полётом к цели и обратно в зонах их действия на малых высотах. В этом случае радиус действия должен был составлять 3 тысячи км, самолёт вооружался двумя крылатыми или баллистическими ракетами с дальностью 150—350 км и ядерными бомбами.
- Поражение стратегических целей на дальности до 7,5 тысяч км. Для этих целей самолёт мог использовать баллистические ракеты с дальностью 4 тысячи км. Последняя задача рассматривалась как вспомогательная.

Стратегическими для самолёта были задачи нанесения второго удара и нанесение ударов по малоразмерным хорошо защищённым целям (шахты межконтинентальных баллистических ракет, подземные центры управления и снабжения). Универсальность системы позволяла снизить издержки на её создание и эксплуатацию.

### Сворачивание проекта
Н. С. Хрущёв взял курс на сворачивание перспективных работ по авиационной тематике в пользу МБР. Не запрещая напрямую дальнейшую разработку проекта, он предложил увеличить крейсерскую скорость до 3000 км/ч. Одновременно задание на однорежимный самолёт для борьбы с авианосными группами получили ОКБ Сухого (который начал разрабатывать проект Т-4) и Яковлева (Як-35).
В июле 1962 года проект был раскритикован из-за большого взлётного веса (190 тонн) и малой крейсерской скорости (2500 км/ч вместо 3000). Туполев отвечал, что с точки зрения экономии средств целесообразно строить один тип самолёта Ту-135, который способен решать стратегические задачи и задачи дальней авиации, с радиусом 3-3,5 тысяч км. При этом на этой дальности снижение скорости до 2500 км/ч вместо 3000 увеличивает подлётное время всего на 12 минут. «135-й» мог нести 4-6 ракет вместо двух в проектах П. О. Сухого и А. С. Яковлева.
В сентябре того же года должны были быть подведены итоги. Туполев, понимая, что проект будет снят с конкурса, поручил своему КБ подготовить для участия в нём Ту-125, который разрабатывался для замены Ту-22. Но на совете Ту-125 не прошёл конкурс из-за непроработанности.
В декабре 1963 года разработка проекта была приостановлена в пользу Т-4, а к середине 1960-х окончательно свёрнута. Основными причинами были:
- отказ ВВС от однорежимного стратегического самолёта-носителя в пользу многорежимного универсального носителя с изменяемой стреловидностью крыла (в США происходили аналогичные процессы — там отказались от В-70 и начали работать над проектом В-1);
- конструктивно-технологические сложности при создании;
- высокая стоимость системы.

Многие технические решения, созданные при работе над проектом, были использованы в последующих разработках ОКБ, например, в Ту-22М и Ту-160.

## Тактико-технические характеристики
- Длина — 50,7 м;
- Высота — 10,7 м;
- Размах крыла — 34,8 м;
- Площадь крыла — 417 м²;
- Взлётная масса — 175—205 тонн;

### Силовая установка
- Число двигателей — 4;
- Двигатель — ДТРДФ НК-6;
- Максимальная взлётная тяга двигателя — 23500 кгс;

### Летные характеристики
- Скорость полета:
  - крейсерская — 2650 км/ч (2,5 М);
  - максимальная — 3000 км/ч (2,82 М);
- Практический потолок — 19000-22000 м;
- Практическая дальность полета:
  - на сверхзвуке (2650 км/ч) — 7800-8000 км;
  - максимальная — 10000 км;
  - с одной дозаправкой — 12000 км;
  - дозвуковая (920 км/ч) — 12000-13000 км;
  - с одной дозаправкой — 14000-15000 км;
  - на малых высотах — 6000 км;
- Практический радиус действия с ракетой Х-22 — 4400 км;
- Длина разбега — 1800 м;

### Вооружение
- Крылатые ракеты:
  - Х-22 — 4-6 шт.;
  - Х-45 — 2-4 шт.;
- Баллистические ракеты — 2-4 шт.;
- Ракеты «воздух-воздух» — 4-6 шт.